# Margarochroma fuscalis
Margarochroma fuscalis är en fjärilsart som beskrevs av George Francis Hampson 1907. Margarochroma fuscalis ingår i släktet Margarochroma och familjen Crambidae. Inga underarter finns listade i Catalogue of Life.